# Thoradonta palawanica
Thoradonta palawanica är en insektsart som beskrevs av Günther, K. 1938. Thoradonta palawanica ingår i släktet Thoradonta och familjen torngräshoppor. Inga underarter finns listade i Catalogue of Life.